# 張帝
參數所指定的目標頁面不存在，建議更正成存在頁面或直接建立下列一個頁面（建立前請先搜尋是否有合適的存在頁面可以取代）：
- 张帝 (消歧义)

張帝（1942年7月24日—），本名張志民，籍貫山東省樂陵縣，台灣男歌手及節目主持人。他以在表演時接受來賓或觀眾現場提問，然後立刻以唱歌的方式回答問題的表演形式著稱，因此得到「急智歌王」的綽號。

## 生平
1942年7月24日，張帝（本名張志民）出生於山东青島。父親張榮山原是青島市內科醫生，母親王學英，張帝還有2個弟弟，幼弟張魁（本名張毅民）在演藝圈也很有名，是演藝界少見的兄弟龍虎檔。張帝的父親1950年全家移居台灣，剛開始住在陽明山，後來在台北古亭執業，受到民眾的歡迎。
張帝從小喜歡唱歌，經常拿著吉他唱歌給周遭的人聽。1960年，張帝順從父親繼承衣缽的期許，考進陸軍衛生勤務學校，畢業後，當過4年外科醫生，曾做過中華民國國軍醫官，在賠償少做六年的公費後，違抗名醫父親的行醫期待，走上自己熱愛的歌唱生涯。
張帝在台灣南部歌廳代人演出時，因為沒人聽懂他所演唱的英語歌，他備受批評。某日，張帝到國聲酒店代唱，當時戒嚴時期，歌廳老闆傳紙條要張帝代為向客人宣達「沒帶國民身分證的人必須在12點前回家」，張帝便靈機一動，以唱歌方式傳達，立刻造成台下轟動，就此開創即興唱歌的表演風格。張帝常在現場用現有的歌曲即興填詞，創作出符合現場氣氛的歌曲，而他最常用《蝸牛與黃鸝鳥》填詞。张帝最著名的歌是1970年代末在印尼演出時創作的《毛毛歌》；此外，張帝演唱的愛國歌曲《國家》，近年來在中國大陸廣為流傳，感人至深。1993年，2000年奥運會申辦城市揭曉，北京市落选，張帝在晚會上的應急能力也令人印象深刻。
1968年，張帝與歌仔戲女演員楊麗花共同演出徐守仁執導的黑白台語電影《張帝找阿珠》，扮演一對情侶。
1969年，中國電視公司推出翁炳榮製作的音樂歌唱節目《萬紫千紅》，每星期日播出，由張帝與女歌手鄭秀英主持。
1975年，張帝在香港演出時，一名觀眾要求其唱歌頌毛澤東的《東方紅》；張帝不僅予以拒絕，還高唱《中華民國國旗歌》；對方不滿，當场拔槍示威，又追砍張帝，致其受傷。消息傳回台灣，中國國民黨中央委員會肯定其行為，褒獎為「愛國藝人」，並頒發華夏二等獎章。
1980年至1982年，張帝與弟弟張魁及凌峰一起主持中華電視公司綜藝節目《週末2100》，在當時很受歡迎。期間，在1981年5月，演唱由劉家昌作曲的愛國歌曲《國家》，歌詞有「四海之內的中國人，永遠在青天白日下」、「我愛中華」等句，至今仍常為國軍典儀或泛藍活動中使用。
1983年12月16日至1984年5月18日，張帝主持華視綜藝節目《仙歌、仙舞、仙人笑》（共23集，每集90分鐘）。
1989年，張帝代表中國國民黨在台北市南區參選第1屆第6次增額立法委員並當選，但1992年連任失敗。
1993年9月24日，張帝受北京電視臺邀請，參與2000年奧運申辦權的揭幕轉播。國際奧委會主席薩馬蘭奇在揭曉結果時，先說「感謝北京」，導致誤解，以為北京已爭取成功，正引發狂熱歡呼時，才發現其實是悉尼獲得主辦權。一時之間，電視臺眾人不知如何應對，張帝遂起身作臨時演說道：「……我们其實已經贏了，北京已經成為世界的焦点，这就是我们的骄傲……祝福我们北京在象征着自由与和平的方向上，永远迈开大步，走向胜利！」语毕，掌声四起。
1995年11月3日至1996年3月1日，張帝與張魁共同主持臺灣電視公司綜藝節目《歡樂神仙窩》。
2012年3月2日，張帝參加中視綜藝節目《綜藝大本營》錄影，自言在演藝圈「不小心」一做就做了50年，認為自己是個很平凡的小人物，「就是靜靜地來、悄悄地走！很幸運和所有好朋友走過這一段漫長的道路，我已經很開心」；至於以後有人是否記得他，都不重要；但急智歌的表演方式，「我怕我走了，這套就後繼無人了」。

## 音樂作品

### 歌曲
- 毛毛歌

## 獎項
| 年份   | 獲提名         | 獎項                         | 結果 |
| ------ | -------------- | ---------------------------- | ---- |
| 1981年 |                | 第16屆金鐘獎男歌星獎         | 提名 |
| 1983年 | 《週末二一○○》 | 第18屆金鐘獎男歌唱演員獎     | 提名 |
| 1983年 | 《週末二一○○》 | 第18屆金鐘獎綜藝節目主持人獎 | 提名 |